# Срећко Арсеновић
 Срећко Арсеновић (Шабац, 15. фебруар 1900 — 1985) био је српски војник и носиоц Албанске споменице.

## Биографија
Рођен је 1900. године у селу Букор у Подрињу, које припада Шапцу од оца Степана. Током Првог светског рата био је доборовољац, редов XVIII пешадијског пука, са којим је прешао Албанију и добио Албанску споменицу.
Живео је у Београду, на адреси Мите Ружића 21 у данашњој општини Звездара а служба у војсци трајала му је од 1914. до 1919. године. Преминуо је 1985. године, а сахрањен је у Алеји заслужних грађана на Новом гробљу у Београду.